# Cirrhencyrtus
Cirrhencyrtus är ett släkte av steklar. Cirrhencyrtus ingår i familjen sköldlussteklar.
Kladogram enligt Catalogue of Life:
| Cirrhencyrtus | \| \| Cirrhencyrtus bimaculatus \| \| \| \| \| \| Cirrhencyrtus diversicolor \| \| \| \| \| \| Cirrhencyrtus ehrhorni \| \| \| \| |
|               | \| \| Cirrhencyrtus bimaculatus \| \| \| \| \| \| Cirrhencyrtus diversicolor \| \| \| \| \| \| Cirrhencyrtus ehrhorni \| \| \| \| |
|               | Cirrhencyrtus bimaculatus |
|               | |
|               | Cirrhencyrtus diversicolor |
|               | |
|               | Cirrhencyrtus ehrhorni |
|               | |